# Dąbrowa (gmina Inowłódz)
Dąbrowa – wieś w Polsce położona w województwie łódzkim, w powiecie tomaszowskim, w gminie Inowłódz.
W latach 1975–1998 miejscowość należała administracyjnie do województwa piotrkowskiego.
| SIMC    | Nazwa     | Rodzaj             |
| ------- | --------- | ------------------ |
| 1041389 | Leśnictwo | część miejscowości |

Wierni Kościoła rzymskokatolickiego należą do parafii Matki Bożej Częstochowskiej w Brzustowie.

## Historia
Pierwsza wzmianka o Dąbrowie pochodzi z drugiej połowy XIX wieku, kiedy to nadano jej nazwę urzędową. Był to kiedyś obszar dodatkowych działek, który należał do miejscowości Brzustów. W gwarze lokalnej obszar ten nazywany był i jest „Dziołami”.
W okolicach miejscowości Dąbrowa znajdował się cmentarz poległych żołnierzy w I wojnie światowej.